# Heterandria
Heterandria – rodzaj żyworodnych ryb z rodziny piękniczkowatych (Poeciliidae). Występują od południowo-wschodnich Stanów Zjednoczonych po Gwatemalę.

## Klasyfikacja
Gatunki zaliczane do tego rodzaju:
- Heterandria attenuata
- Heterandria bimaculata – mieczyk dwukropek[3]
- Heterandria formosa – drobniczka jednodniówka[4], drobniczka[5]
- Heterandria tuxtlaensis

Gatunkiem typowym rodzaju jest Heterandria formosa.

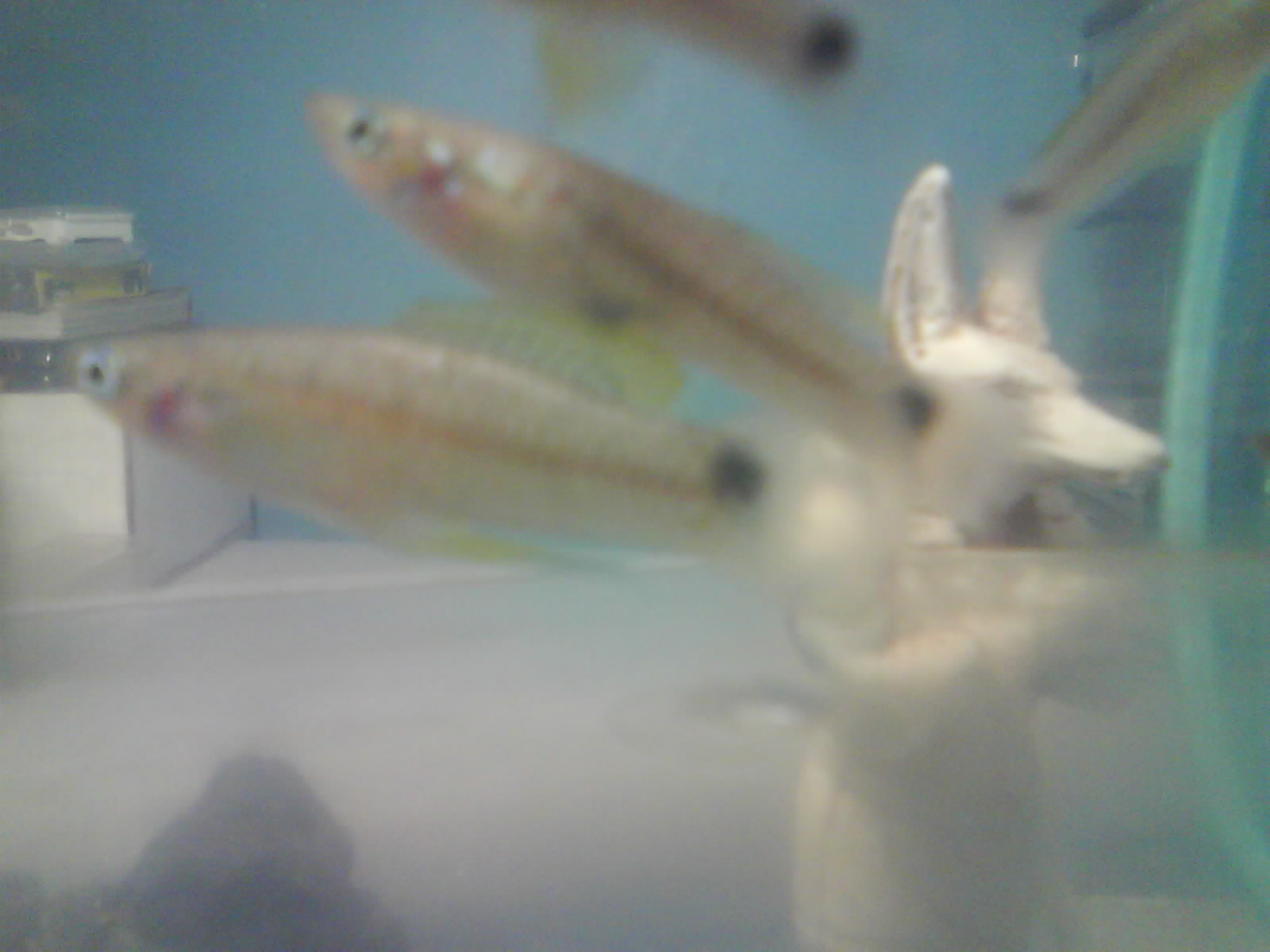
Heterandria bimaculata